# كرستن تيله
كرستن تيله (بالألمانية: Kerstin Thiele)‏ (و. 1986  م) هي لاعبة جودو ألمانية، ولدت في ريزا، شاركت في الألعاب الأولمبية الصيفية 2012، والجودو في الألعاب الأولمبية الصيفية 2012 - سيدات 70 كجم ‏.

## جوائز
حصلت على جوائز منها:
- ورقة شجر الغار الفضية.

## روابط خارجية
- كرستن تيله على موقع الفيدرالية الدولية للجودو (الإنجليزية)
- كرستن تيله على موقع JudoInside.com (الإنجليزية)
- كرستن تيله على موقع AllJudo.net (الفرنسية)
- كرستن تيله على موقع اللجنة الأولمبية الدولية (الإنجليزية)
- كرستن تيله على موقع أوليمبيديا (الإنجليزية)
- كرستن تيله على موقع اللجنة الأولمبية الألمانية (الألمانية)